# Raion de Dobele
El raion de Dobele (letó: Dobeles rajons) era un dels raions en els quals es dividia administrativament Letònia abans de la reforma territorial administrativa de l'any 2009.